# Neesiochloa
Neesiochloa és un gènere monotípic de plantes de la subfamília de les cloridòidies, família de les poàcies. La seva única espècie: Neesiochloa barbata, és originària del Brasil.
És una planta de tipus anual. Té uns culms de 15-30 cm de llarg. Marges cartilaginoses de la làmina foliar. Espiguetes solitàries. Espiguetes fèrtils pedicel·lades. Peduncles filiformes. Cariopsis amb pericarpi adherent; ovoide.

## Sinonímia
- Briza barbata (Nees) Trin.
- Calotheca barbata Nees
- Chascolytrum barbatum (Nees) Kunth[3]